# خانه علیرضا مستمندی
خانه علیرضا مستمندی مربوط به دوره قاجار است و در بافت قدیم شیراز، محله سنگ سیاه، کوچه عظیم السلطنه واقع شده و این اثر در تاریخ ۱۰ خرداد ۱۳۸۲ با شمارهٔ ثبت ۹۰۰۸ به‌عنوان یکی از آثار ملی ایران به ثبت رسیده است.